# Ligao
Ligao es un ciudad componente filipina de cuarta clase, perteneciente a la provincia de Albáy, en la región de Bicolandia.

## Historia
Hacia mediados del siglo XIX, el lugar, ya por entonces perteneciente a la provincia de Albáy, tenía contabilizada una población de 11 353 habitantes, repartidos en 2428 casas. Aparece descrito en el segundo volumen del Diccionario geográfico, estadístico, histórico de las Islas Filipinas (1851) de Manuel Buzeta Núñez y Felipe Bravo con las siguientes palabras:

LIGAO: pueblo con cura y gobernadorcillo, en la isla de Luzon, prov. de Albay, dióc. de Nueva-Cáceres; sit. en los 127° 11' 20" long., 13° 13' 50" lat., en terreno llano, á la orilla del rio Inaya y al O. del volcan de Albay ó Mayon. Tiene casa parroquial y de comunidad, las mejores del pueblo; la cárcel se halla en esta última y las demas, comprendidas las de sus barrios y visitas ascienden al número de 2,428. Tiene tambien una escuela cuyo maestro se paga de los fondos de comunidad; la igl. parr. es de mediana fábrica, y se halla servida por un cura regular. El cementerio, que está á corta distancia de la igl., es capaz y ventilado. Recíbese en este pueblo el correo de Albay una vez á la semana. El camino que por Ligao conduce desde Oas á Gusnabolan es regular cuando no llueve, pero se pone muy malo en tiempo de lluvias. El térm. confina por N. O. con Oas, cuyo pueblo dista 2 millas; por S. E. con Guinobatan (á 2 leg.); por E. y O. no se hallan marcados los límites. El terreno es fértil, particularmente en el valle del referido rio Inaya; es montuoso por lo demas. Entre las prod. del pais las principales son arroz y abacá; las otras son maiz, caña dulce, añil, varias clases de frutas y legumbres. ind.: algunos tejidos de abacá y la caza. pobl. 11,353 alm., 2,651 trib., que ascienden á 26,510 rs. plata, equivalentes á 66,275 rs. vn.
(Buzeta y Bravo, 1851, p. 161)

En 2020, tenía censados 118 096 habitantes.